# PTT Pattaya Open 2013 - Qualificazioni singolare
Le qualificazioni del singolare  del PTT Pattaya Open 2013 sono state un torneo di tennis preliminare per accedere alla fase finale della manifestazione. I vincitori dell'ultimo turno sono entrati di diritto nel tabellone principale. In caso di ritiro di uno o più giocatori aventi diritto a questi sono subentrati i lucky loser, ossia i giocatori che hanno perso nell'ultimo turno ma che avevano una classifica più alta rispetto agli altri partecipanti che avevano comunque perso nel turno finale.

## Teste d serie
1. Chan Yung-jan (ritirata, primo turno)
2. Duan Yingying (ultimo turno)
3. Anastasija Rodionova (qualificata)
4. Kurumi Nara (primo turno)

1. Zhou Yimiao (primo turno)
2. Bethanie Mattek-Sands (qualificata)
3. Anastasija Sevastova (qualificata)
4. Valerija Solov'ëva (primo turno)

## Qualificate
1. Anastasija Sevastova
2. Bethanie Mattek-Sands

1. Anastasija Rodionova
2. Akgul Amanmuradova

## Tabellone

### Legenda
| - Q = Qualificato - WC = Wild card - LL = Lucky loser | - ALT = Alternate - SE = Special Exempt - PR = Protected Ranking | - w/o = Walkover - r = Ritirato - d = Squalificato |

### Sezione 1
|  | primo turno | primo turno          | primo turno | primo turno | primo turno |  |  | ultimo turno | ultimo turno         | ultimo turno | ultimo turno | ultimo turno |  |
|  |             |                      |             |             |             |  |  |              |                      |              |              |              |  |
|  | 1           | Chan Yung-jan        | 2           | 1           | r           |  |  |              |                      |              |              |              |  |
|  |             | Alison Riske         | 6           | 3           |             |  |  |              | Alison Riske         | 6            | 5            | 6            |  |
|  |             | Nudnida Luangnam     | 6           | 4           | 2           |  |  | 7            | Anastasija Sevastova | 4            | 7            | 7            |  |
|  | 7           | Anastasija Sevastova | 3           | 6           | 6           |  |  |              |                      |              |              |              |  |

### Sezione 2
|  | primo turno | primo turno           | primo turno           | primo turno | primo turno |  |  | ultimo turno | ultimo turno          | ultimo turno          | ultimo turno | ultimo turno |  |
|  |             |                       |                       |             |             |  |  |              |                       |                       |              |              |  |
|  | 2           | Duan Yingying         | Duan Yingying         | 6           | 7           |  |  |              |                       |                       |              |              |  |
|  |             | Xu Yifan              | Xu Yifan              | 2           | 5           |  |  | 2            | Duan Yingying         | Duan Yingying         | 2            | 2            |  |
|  | WC          | Kotcha Nattawadee     | Kotcha Nattawadee     | 3           | 0           |  |  | 6            | Bethanie Mattek-Sands | Bethanie Mattek-Sands | 6            | 6            |  |
|  | 6           | Bethanie Mattek-Sands | Bethanie Mattek-Sands | 6           | 6           |  |  |              |                       |                       |              |              |  |

### Sezione 3
|  | primo turno | primo turno             | primo turno             | primo turno | primo turno |  |  | ultimo turno | ultimo turno         | ultimo turno | ultimo turno | ultimo turno |  |
|  |             |                         |                         |             |             |  |  |              |                      |              |              |              |  |
|  | 3           | Anastasija Rodionova    | Anastasija Rodionova    | 6           | 6           |  |  |              |                      |              |              |              |  |
|  | WC          | Noppawan Lertcheewakarn | Noppawan Lertcheewakarn | 3           | 2           |  |  | 3            | Anastasija Rodionova | 4            | 6            | 6            |  |
|  |             | Zarina Dijas            | Zarina Dijas            | 6           | 6           |  |  |              | Zarina Dijas         | 6            | 3            | 2            |  |
|  | 5           | Zhou Yimiao             | Zhou Yimiao             | 1           | 2           |  |  |              |                      |              |              |              |  |

### Sezione 4
|  | primo turno | primo turno        | primo turno | primo turno | primo turno |  |  | ultimo turno       | ultimo turno       | ultimo turno       | ultimo turno | ultimo turno |  |
|  |             |                    |             |             |             |  |  |                    |                    |                    |              |              |  |
|  | 4           | Kurumi Nara        | Kurumi Nara | 3           | 2           |  |  |                    |                    |                    |              |              |  |
|  |             | Qiang Wang         | Qiang Wang  | 6           | 6           |  |  | Qiang Wang         | Qiang Wang         | Qiang Wang         | 3            | 0            |  |
|  |             | Akgul Amanmuradova | 2           | 6           | 6           |  |  | Akgul Amanmuradova | Akgul Amanmuradova | Akgul Amanmuradova | 6            | 6            |  |
|  | 8           | Valerija Solov'ëva | 6           | 3           | 4           |  |  |                    |                    |                    |              |              |  |